# Keiji Matsumoto
Pas d'image ? Cliquez ici
Keiji Matsumoto (松本 恵二, Matsumoto Keiji, 26 décembre 1949 - 17 mai 2015) est un pilote automobile japonais sacré champion du Japon de Formule 2 en 1979.
Il prend sa retraite de pilote en 1992 et décède le 17 mai 2015 des suites d'une cirrhose.